# Kościół Chrystusa w Rzymie
Kościół Chrystusa (wł. Chiesa di Cristo, niem. Christuskirche) – zabytkowa, neoromańska świątynia w Rzymie, w rione Ludovisi. Należy do Kościoła Ewangelicko-Luterańskiego we Włoszech.

## Historia
Przed budową kościoła niemieccy luteranie jako swojej świątyni używali kaplicy, którą zorganizowano w ambasadzie Cesarstwa Niemieckiego w Palazzo Caffarelli. W 1889 roku zakupiono działkę przy Via Sicilia. Cesarz Wilhelm II Hohenzollern zlecił projekt świątyni Franzowi Schwechtenowi, znanemu głównie jako architekt kościoła Pamięci w Berlinie. Po związanych z I wojną światową opóźnieniach świątynię konsekrowano w 1922. W niedzielę 11 grudnia 1983 roku kościół odwiedził Jan Paweł II. Była to pierwsza sytuacja w historii, gdy papież odwiedził świątynię protestancką.

## Architektura
Świątynia neoromańska, trójnawowa, posiadająca empory. Pokryta trawertynem fasada ozdobiona jest pilastrami oraz trzema niszami, w każdej z nich znajduje się posąg. W niszy lewej znajduje się figura św. Piotra, w środkowej – Jezusa Chrystusa, a w prawej – św. Pawła. Wnętrze pokryte jest mozaikami. Z wyjątkiem podobizny Chrystusa Pantokratora przedstawione są jedynie wzory geometryczne. 

## Galeria

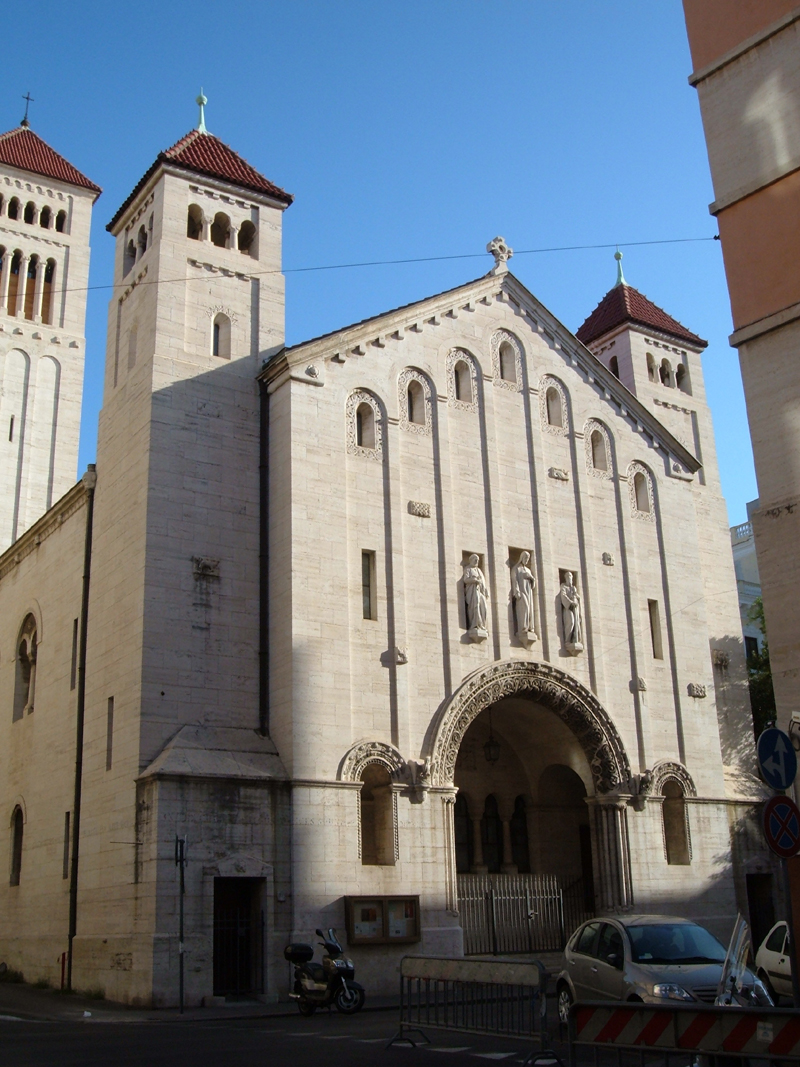
Fasada
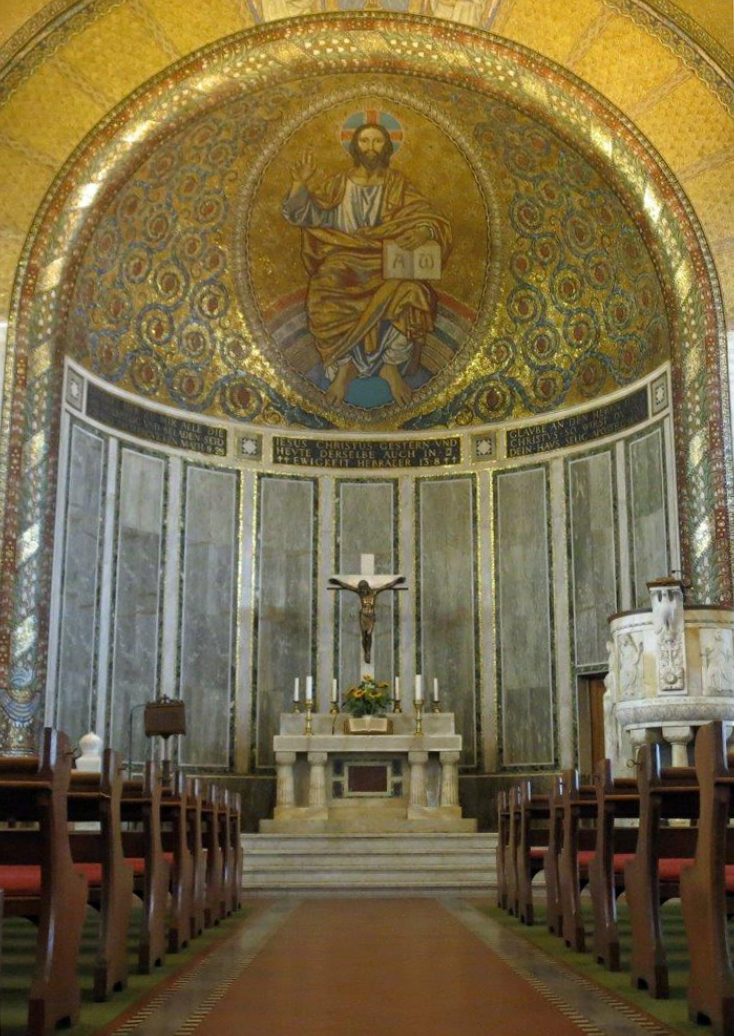
Wnętrze
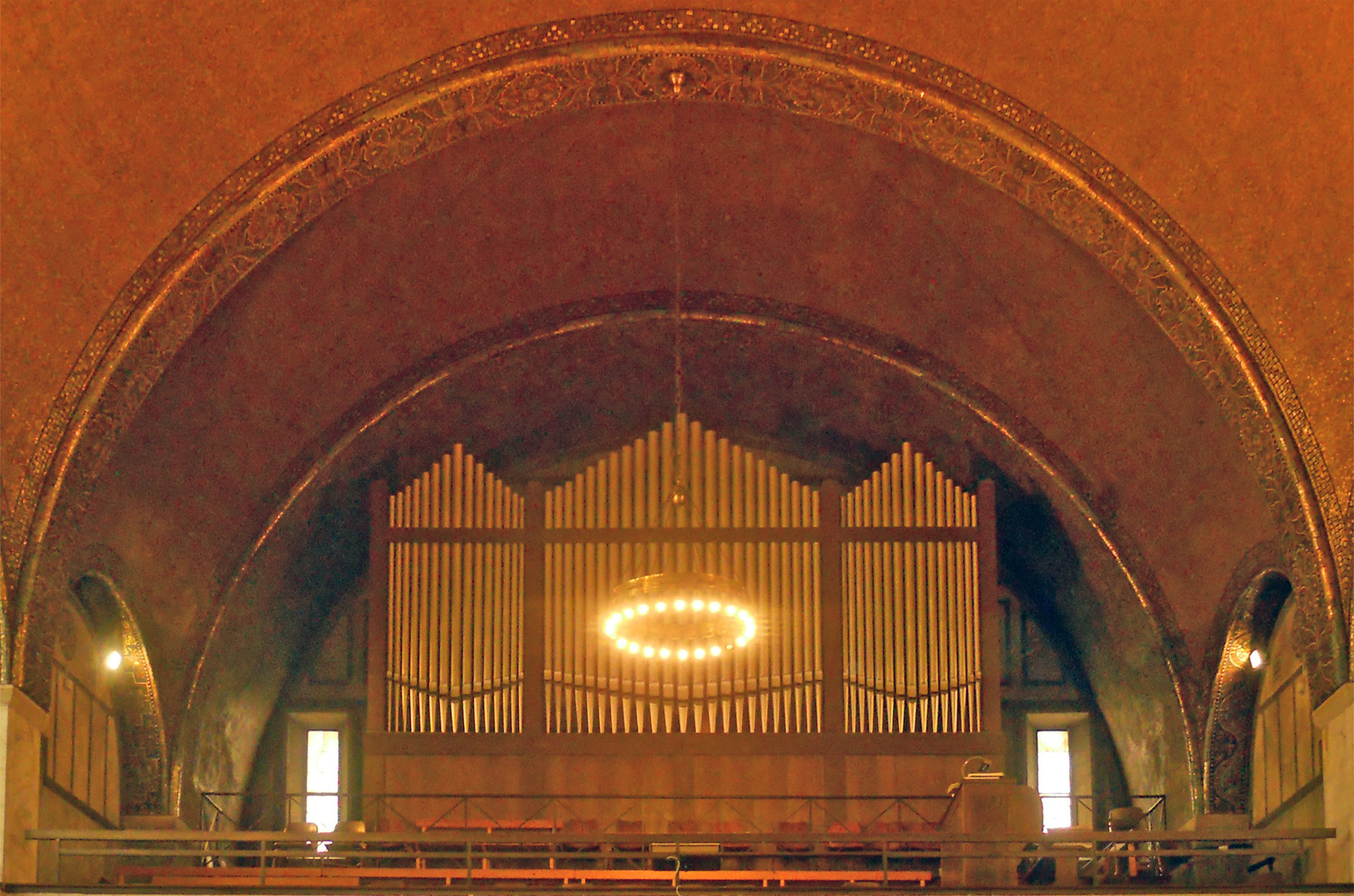
Organy